# ان‌جی‌سی ۷۴۹۲
ان‌جی‌سی ۷۴۹۲ (انگلیسی: NGC 7492) یک خوشه کروی در صورت فلکی دلو است. در ۲۰ سپتامبر ۱۷۸۶ توسط ستاره شناس ویلیام هرشل کشف شد.